# Asclepias ulophylia
Asclepias ulophylia är en oleanderväxtart som beskrevs av Rudolf Schlechter. Asclepias ulophylia ingår i släktet sidenörter, och familjen oleanderväxter. Inga underarter finns listade i Catalogue of Life.